# Internationales Straßenmusikfestival Baden-Württemberg

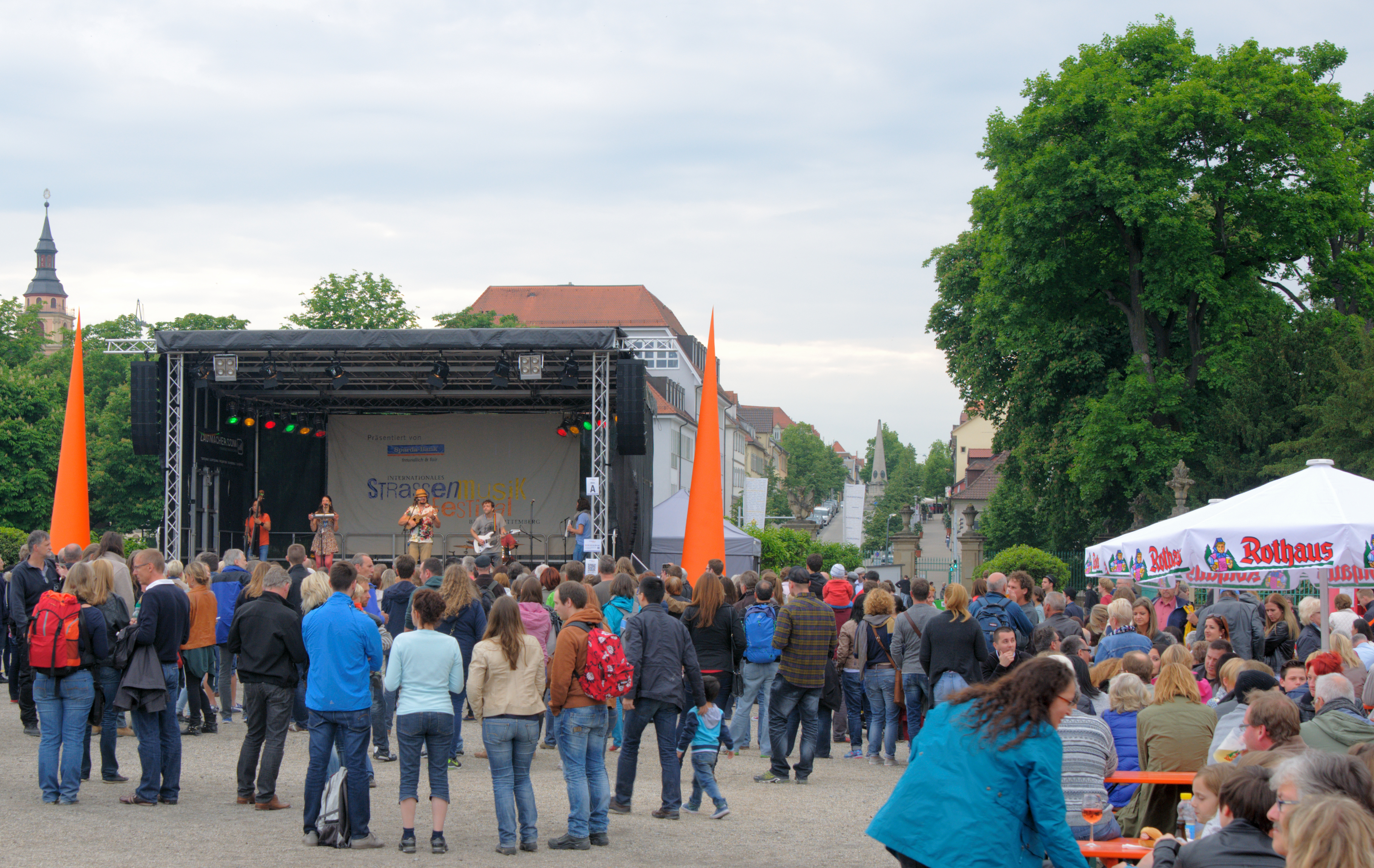
Publikum und Hauptbühne beim Festival 2015

Das Internationale Straßenmusikfestival Baden-Württemberg findet jährlich jeweils am Pfingst-Wochenende an drei Tagen im Blühenden Barock in Ludwigsburg statt.

## Geschichte

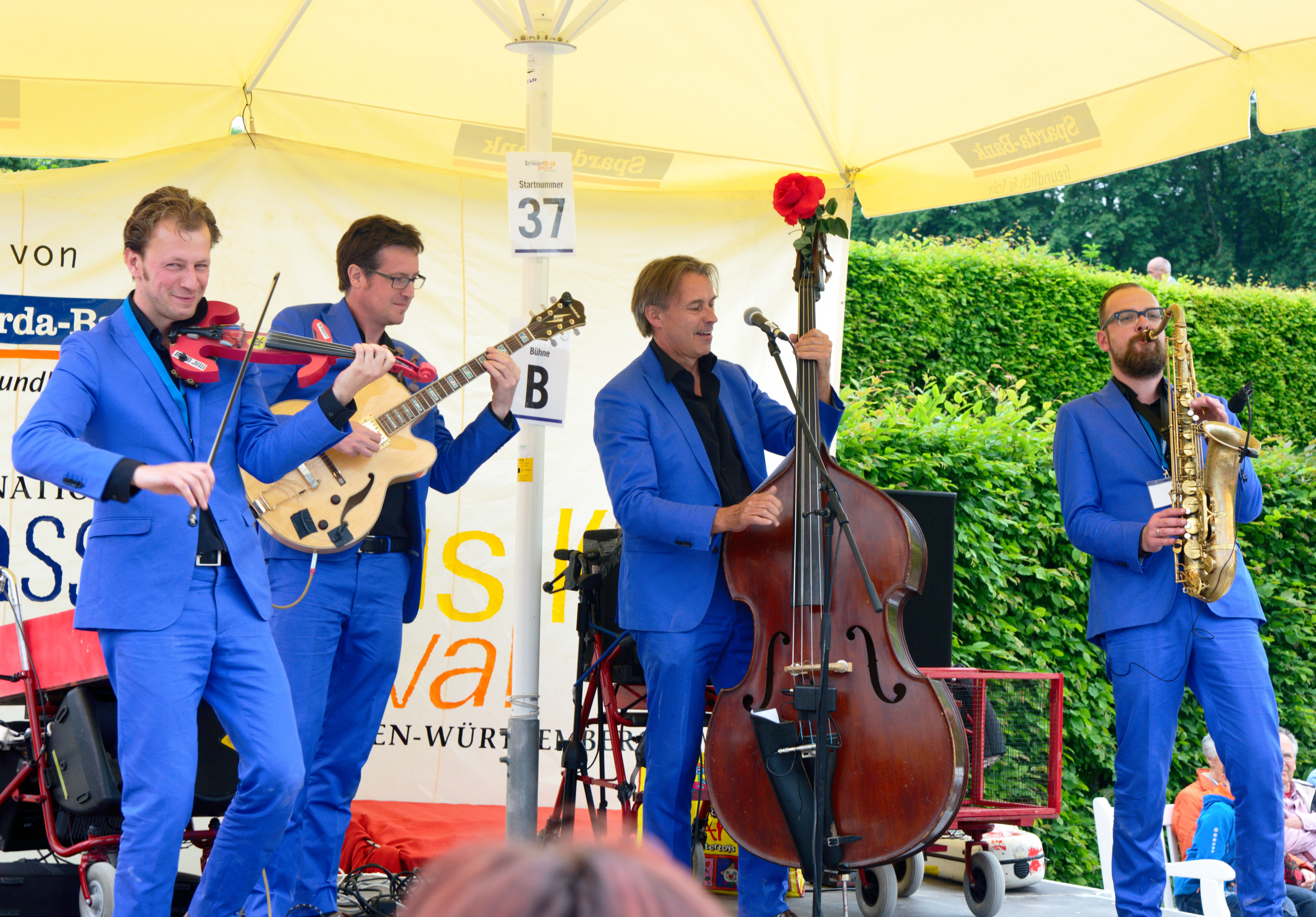
The Busquito’s, 2015

Das Festival fand 2001 zum ersten Mal statt und danach zunächst im zweijährigen Abstand. 2007 wechselte man auf Jahresrhythmus. Das elfte Festival erreichte 2014 einen Besucherrekord mit rund 40.000 Zuhörern. 40 Bands oder Einzelmusiker geben im Schlossgarten auf zwölf Bühnen ihre Kunst zum Besten; um diese 40 Plätze bewarben sich 2014 rund zehnmal so viele Einzelkünstler und Gruppen. Die Künstler kommen aus verschiedenen Ländern, auch außerhalb Europas. Die Festivalleitung bemüht sich, jedes Jahr neue Musiker einzuladen.
Die Wettbewerbssieger werden ausschließlich vom Publikum gewählt. Die fünf Bestplatzierten erhalten jeweils einen Geldpreis von 250 bis 1500 Euro. Ansonsten werden keine Gagen auf dem Fest bezahlt. Oboluse aus dem Publikum für die Künstler sind erwünscht und willkommen. Einige Künstler verdienen tagsüber in der Stadt mit Straßenmusik etwas Geld und werben gleichzeitig für ihren Auftritt auf dem Fest.
Das künstlerische Niveau vieler Musiker ist hoch. Gruppen wie Cobario aus Wien, Carpe Noctem aus Jena, und The Busquito’s (sic) aus den Niederlanden, die Erst-, Zweit- und Drittplatzierten von 2014, bestehen aus erfahrenen Berufsmusikern mit klassischer Ausbildung. Andere Künstler bestechen durch Ideenreichtum und Originalität, beispielsweise die Ein-Mann-Band von Paolo Sgallini, Drittplatzierter 2015 und Zweiter 2021.
Die Straßenmusikfestivals 2020 und 2021 wurden wegen der COVID-19-Pandemie mit Videos der Künstler auf virtuellen Bühnen im Internet inszeniert. Am Pfingstwochenende 2022 konnte das Festival wieder im Park stattfinden.

## Sieger

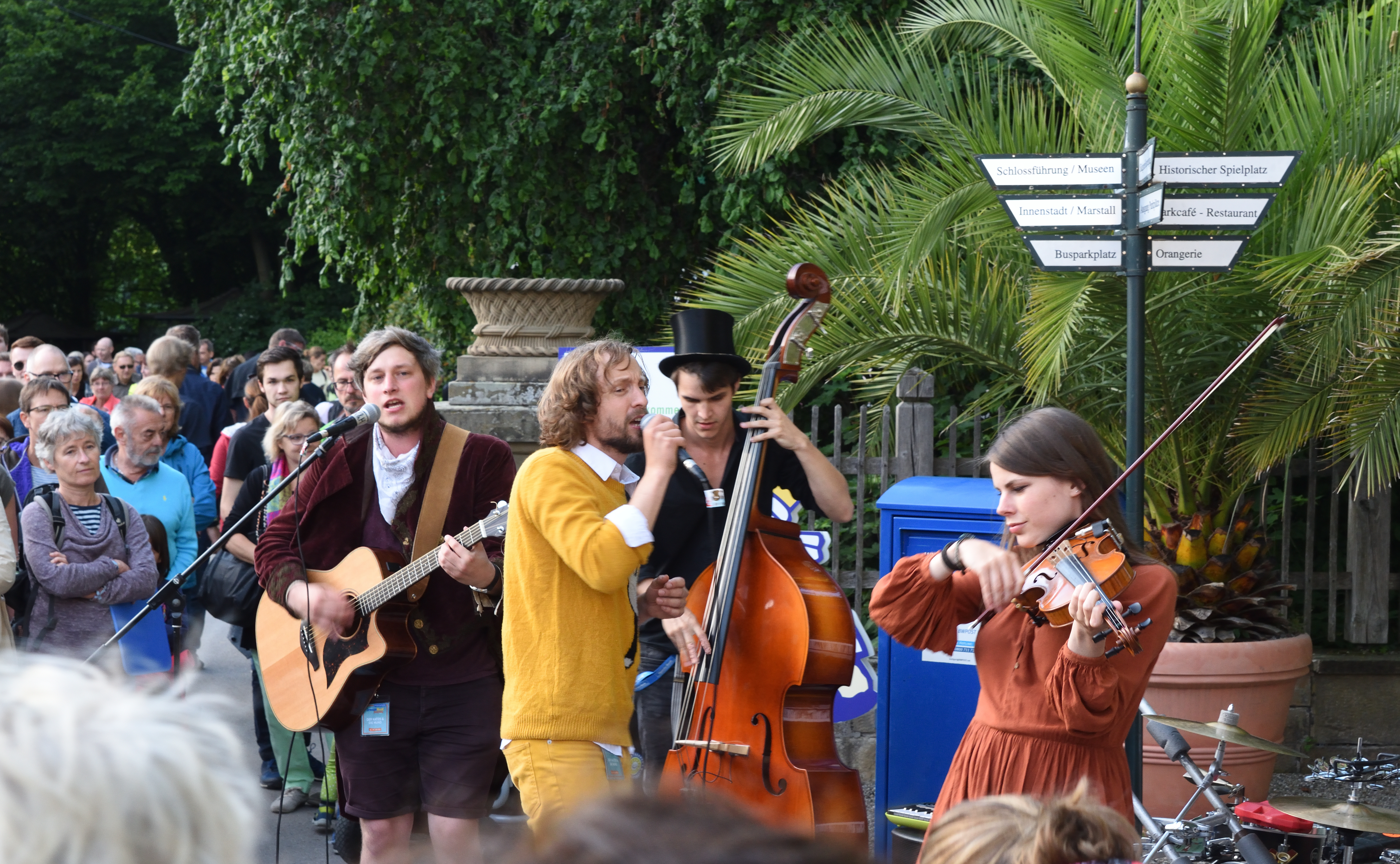
Der Katze und die Hund, die Sieger von 2019

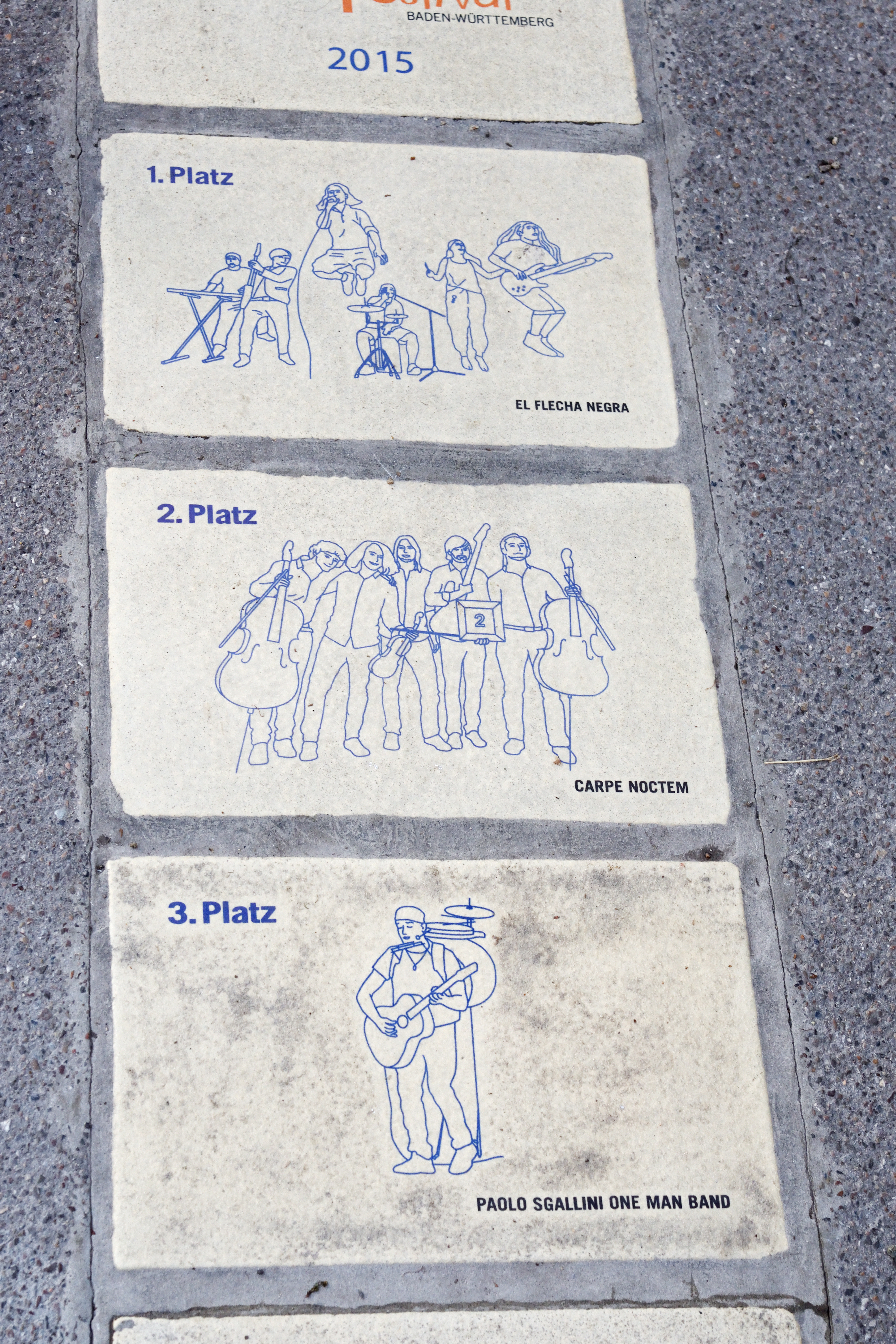
Ehrentafeln im Schlossgarten

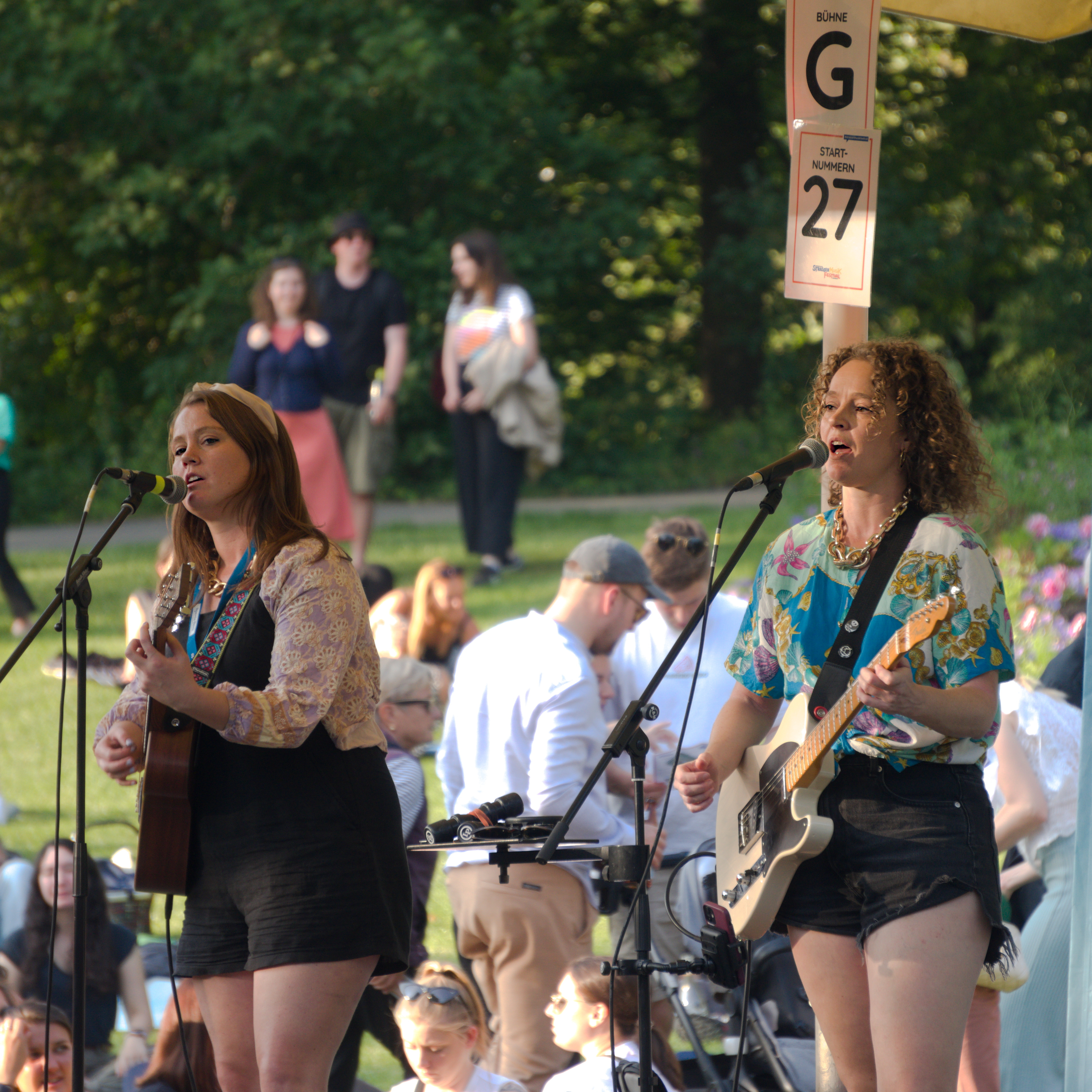
SISSOS, die Zweiten 2023

Am Eingang vom Schlosshof zum Garten befindet sich ein Denkmal für die Sieger in Form einer Reihe von gravierten Steinplatten. Jahr für Jahr werden dort die Erstplatzierten mit einer solchen Ehrentafel mit einem grafischen Porträt geehrt.
| Jahr | 1. | 2. | 3. | 4. | 5. | Quelle        |
| ---- | --- | --- | --- | --- | --- | ------------- |
| 2001 | Gee Gee Kettel & Soluna                                                                                | Presteej                                                                                               | Khuck Mongol                                                                                           | | | [ 9 ]         |
| 2003 | Anderson Briefcase                                                                                     | Alex Jacobowitz                                                                                        | Samba Sambuca                                                                                          | | | [ 9 ]         |
| 2005 | GlasBlasSing Quintett                                                                                  | Mala Sangre                                                                                            | Battle Toys                                                                                            | | | [ 9 ]         |
| 2007 | Presteej                                                                                               | Mark Gillespie feat. Thomas Drost                                                                      | Pertussis-Duo                                                                                          | | | [ 9 ]         |
| 2008 | Mark Gillespie feat. Thomas Drost                                                                      | Wir | Barrio Candela                                                                                         | | | [ 9 ]         |
| 2009 | Zeitlos                                                                                                | Barrio Candela                                                                                         | Wir | | | [ 9 ]         |
| 2010 | Microguagua                                                                                            | Cobario                                                                                                | Philadelphia                                                                                           | | | [ 9 ]         |
| 2011 | Faela                                                                                                  | Philadelphia                                                                                           | Cobario                                                                                                | | | [ 9 ]         |
| 2012 | Microguagua                                                                                            | Palo Santo                                                                                             | Brassvolé                                                                                              | | | [ 9 ]         |
| 2013 | Bandarra Street Orchestra                                                                              | Cobario                                                                                                | Faela                                                                                                  | | | [ 9 ]         |
| 2014 | Cobario                                                                                                | Carpe Noctem                                                                                           | The Busquito’s                                                                                         | Palo Santo                                                                                             | Microguaga                                                                                             | [ 10 ]        |
| 2015 | El Flecha Negra                                                                                        | Carpe Noctem                                                                                           | Paolo Sgallini One Man Band                                                                            | Giovanni Bassano                                                                                       | Stilbruch                                                                                              | [ 11 ]        |
| 2016 | Cobario                                                                                                | Rikas                                                                                                  | Frederik Konradsen                                                                                     | ZAP | Jammin’ Johnny and the Discofuckers feat. The New Onkel Hanke                                          | [ 12 ]        |
| 2017 | Jingle Django                                                                                          | Carpe Noctem                                                                                           | Gap’s Orchestra                                                                                        | Frederik Konradsen                                                                                     | Rikas                                                                                                  | [ 13 ]        |
| 2018 | Cobario                                                                                                | Calle Mambo                                                                                            | Gap’s Orchestra                                                                                        | Fezzmo                                                                                                 | Stilbruch                                                                                              | [ 14 ]        |
| 2019 | Der Katze und die Hund                                                                                 | Gap’s Orchestra                                                                                        | Schraubenyeti                                                                                          | Blechsalat                                                                                             | Ramm Tamm Tilda                                                                                        | [ 15 ]        |
| 2020 | Das Festival fand in Form von Online-Minikonzerten mit ausgewählten Künstlerinnen und Künstlern statt. | Das Festival fand in Form von Online-Minikonzerten mit ausgewählten Künstlerinnen und Künstlern statt. | Das Festival fand in Form von Online-Minikonzerten mit ausgewählten Künstlerinnen und Künstlern statt. | Das Festival fand in Form von Online-Minikonzerten mit ausgewählten Künstlerinnen und Künstlern statt. | Das Festival fand in Form von Online-Minikonzerten mit ausgewählten Künstlerinnen und Künstlern statt. | [ 16 ]        |
| 2021 | Jivers                                                                                                 | Paolo Sgallini                                                                                         | Sara Teamusician                                                                                       | The Trouble Notes                                                                                      | Tribubu                                                                                                | [ 17 ]        |
| 2022 | Gap’s Orchestra                                                                                        | Beranger                                                                                               | Desmadre Orkesta                                                                                       | Cobario                                                                                                | Der Katze und die Hund                                                                                 | [ 18 ] [ 19 ] |
| 2023 | Beranger                                                                                               | SISSOS                                                                                                 | Jivers                                                                                                 | Ramm Tamm Tilda                                                                                        | Borja Catanesi                                                                                         | [ 20 ]        |
| 2024 | Kuma                                                                                                   | Gap’s Orchestra                                                                                        | HaltMaKurz                                                                                             | Tribubu                                                                                                | GALiRò                                                                                                 | [ 21 ]        |
| 2025 | Kemadito Sound                                                                                         | Yuni Douglas                                                                                           | Fat Cheeks                                                                                             | Papermoon SwingCombo                                                                                   | Ricky Vicente                                                                                          | [ 22 ]        |